# Harry Pollitt
Harry Pollitt, né à Droylsden le 22 novembre 1890 et mort le 27 juin 1960 au large des côtes australiennes méridionales est un communiste britannique, fondateur et secrétaire général du Parti communiste de Grande-Bretagne (CPGB) pendant plus de 20 ans. Pollitt passe la majeure partie de sa vie à prôner le communisme. Idéologiquement marxiste-léniniste, Pollitt est un staliniste, même après le désaveu des politiques de Joseph Staline par Nikita Khrouchtchev.
Ses positions en matière de politiques internationales comprennent l'opposition à l'intervention alliée dans la guerre civile russe et la guerre polono-soviétique, le soutien aux républicains espagnols pendant la guerre civile espagnole, en deux temps l'opposition puis le soutien à la guerre contre l'Allemagne nazie, la défense du coup de Prague et le soutien à l'invasion soviétique de la Hongrie en 1956.
Il s'est présenté à plusieurs élections législatives, mais n'a jamais gagné. Tout au long de son mandat à la tête du CPGB, il était en contact radio secret et direct avec Moscou, et surveillé activement par les services de sécurité britanniques.

## Jeunesse

### Enfance et début de carrière
Pollitt est né le 22 novembre 1890, le deuxième des six enfants de Samuel Pollitt (1863-1933), forgeron, et de son épouse, Mary Louisa (1868-1939), fileuse de coton. Les parents de Pollitt sont socialistes et sa mère était membre du Parti travailliste indépendant avant de rejoindre le Parti communiste lors de sa création en 1920.
Trois de ses frères et sœurs sont morts en bas âge. Pollitt a commencé à travailler à l'âge de 12 ans, aux côtés de sa mère dans une filature de coton. La souffrance de sa mère, qui travaillait régulièrement dans des conditions difficiles, a également particulièrement affecté Pollitt, qui déclare plus tard qu'il « avait juré que quand je serai grand, je paierais les patrons pour les difficultés qu'elle souffrait ». Pollitt devint plus tard chaudronnier et artisan métallurgiste.
Pendant la Première Guerre mondiale, Pollitt est exempté de la conscription en tant qu'ouvrier qualifié. Pollitt acquiert de l'expérience dans la lutte syndicale en menant la grève à Southampton en 1915,. À cette époque, Pollitt est déjà membre de la Fédération socialiste des travailleurs de Sylvia Pankhurst.

### Militant communiste

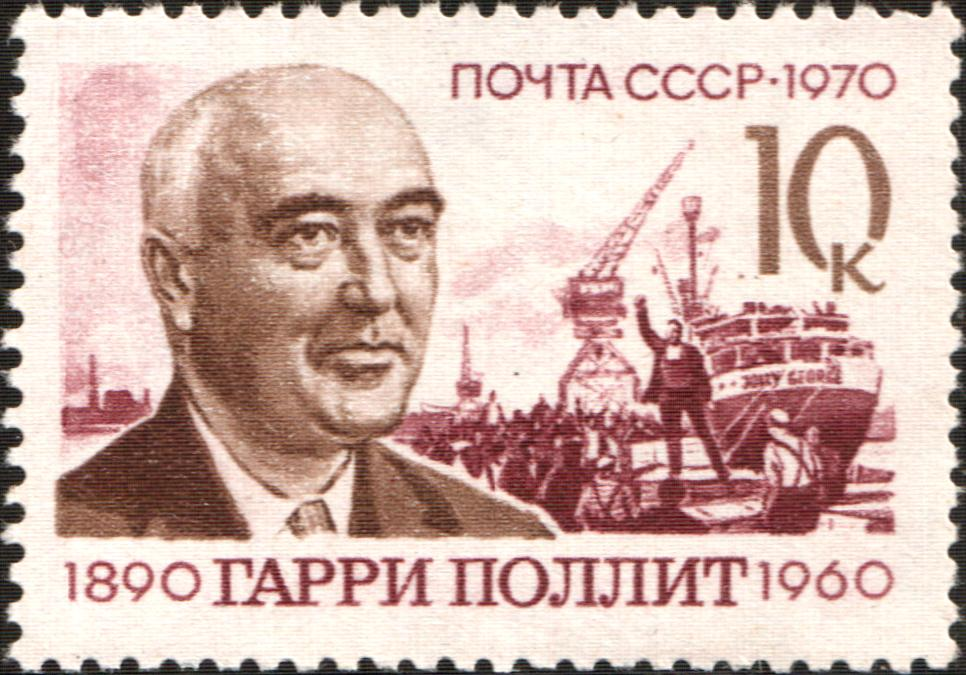
Un timbre de l'URSS de 1970 commémorant Harry Pollitt et son rôle dans la prévention du SS Jolly George de porter des armes en Pologne

En septembre 1919, Pollitt est nommé organisateur national de la campagne Hands Off Russia (Ne touchez pas à la Russie), campagne en partie financée par Moscou grâce à Pankhurst, dans le but de protester contre l'intervention alliée dans la guerre civile russe,. Pollitt, fatigué de son travail de bureau, décide de retourner travailler dans le port de Londres. À son poste, Pollitt aide à convaincre les dockers de Londres de ne pas charger le cargo SS Jolly George le 10 mai 1920, alors qu'il est chargé de munitions pour la Pologne, qui combat à l'époque contre la Russie soviétique dans la guerre polono-soviétique,. Avec le soutien d'Ernest Bevin, alors haut responsable du syndicat des dockers, les propriétaires du navire sont contraints par les dockers de décharger sa cargaison, le navire appareille le 15 mai 1920 sans elle. Pollitt n'a pas réussi à empêcher, malgré son implication, un certain nombre d'autres navires chargés d'armes pour la Pologne, dont le paquebot danois Neptune, et deux barges belges.
En août 1920, le Parti communiste de Grande-Bretagne (CPGB) est fondé par un accord unifiant divers organismes et groupuscules de gauche, dont le Parti socialiste britannique où Pollitt était membre en plus de son adhésion à la FST. L'année suivante, Pollitt se rend en Union soviétique. Au cours de sa visite, il rencontre Vladimir Lénine, une expérience qu'il décrit plus tard comme le plus beau jour de sa vie. Interrogé par Freedom, journal anarchiste britannique en octobre 1921, Pollitt déclare à son retour avoir vu des preuves que les anarchistes russes complotaient pour restaurer le tsarisme et parla avec approbation de la répression de l'anarchisme en Russie.
Pollitt est impliqué dans une affaire judiciaire contre cinq hommes qu'il accuse de l'avoir kidnappé en mars 1925 alors qu'il se rendait à une réunion du PCGB à Liverpool. Selon sa version des faits, il avait été forcé de descendre d'un train et détenu au Pays de Galles pendant un week-end afin de l'empêcher d'atteindre Liverpool. Les hommes, tous membres des British Fascists, sont acquittés par le jury à la suite de témoignages qualifiant l'« enlèvement » de peu sérieux et du déni du chef de la branche des British Fascists de Liverpool selon lesquels il avait autorisé l'enlèvement de Pollitt,.
Le 10 octobre 1925, Pollitt épousa Marjorie Brewer. Marjorie Edna Brewer (1902-1991) est une institutrice communiste ; ils ont eu un garçon et une fille. Son témoin de mariage est Percy Glading, un autre membre important du CPGB, qui sera un peu plus tard jugé coupable d'espionnage pour le compte de l'Union soviétique et puis emprisonné. Une semaine plus tard, Pollitt fait partie des 12 membres du CPGB condamnés pour diffamation séditieuse et incitation à la mutinerie. Pollitt est condamné à une peine de 12 mois, année qu'il purge à la prison de Wandsworth. L'historien Charles Loch Mowat décrit le procès comme « le principal exemple d'un procès purement politique dans l'entre-deux-guerres ».
Pollitt se rend de nouveau à Moscou en octobre 1927. Au cours de cette visite, Pollitt rencontre en privé Joseph Staline et Nikolaï Boukharine qui, malgré les protestations de Pollitt, ont ordonné que le CPGB abandonne sa politique de « Front uni » avec les autres partis de gauche. Il est exigé du PCGB qu'il fasse campagne en solitaire, en présentant des candidats dans le plus de circonscriptions possible lors des prochaines élections, même là où le CPGB n'avait aucune chance de gagner et détournerait des voix du candidat travailliste, permettant ainsi aux conservateurs de gagner plus de siège. Cette politique consistant à attaquer les autres organisations de gauche est connue sous le nom de politique de « classe contre classe » et resta en vigueur jusqu'en 1932 lorsque, en tant que leader du CPGB, Pollitt réussit à la faire assouplir pour les syndicats.
En plus de son rôle au sein du CPGB, Pollitt est, à partir du début des années 1920, secrétaire national du Bureau britannique de l'Internationale rouge des syndicats (ou Profintern), une organisation visant à contrer l'Internationale d'Amsterdam et à rallier les syndicalistes militants au sein des syndicats existants pour gagner ces syndicats à la cause communisme. Lors de la fondation du National Minority Movement (NMM) en 1924, le Bureau britannique y est intégré et Pollitt nommé secrétaire national, poste qu'il occupe jusqu'en 1929.

## Chef du CPGB

### Avant la Seconde Guerre mondiale et la Grande Purge
En 1929, le CPGB élit Pollitt secrétaire général avec l'approbation personnelle de Staline. Pollitt prend la suite d'Albert Inkpin, qui s'est attiré la désapprobation du Komintern en s'opposant à la politique de « classe contre classe » et en se rapprochant des autres partis de gauche. Pollitt est choisi car montrant sa loyauté vis-à-vis du Komintern et mettant en avant son efficacité dans l'organisation du mouvement lors de ses derniers postes. Pollitt déclare qu'il comprend son rôle comme défenseur du Parti communiste de l'Union soviétique (PCUS) « contre vents et marées ». Contrairement à Inkpin, Pollitt est prêt à critiquer le Parti travailliste en le qualifiant de « social-fasciste ».

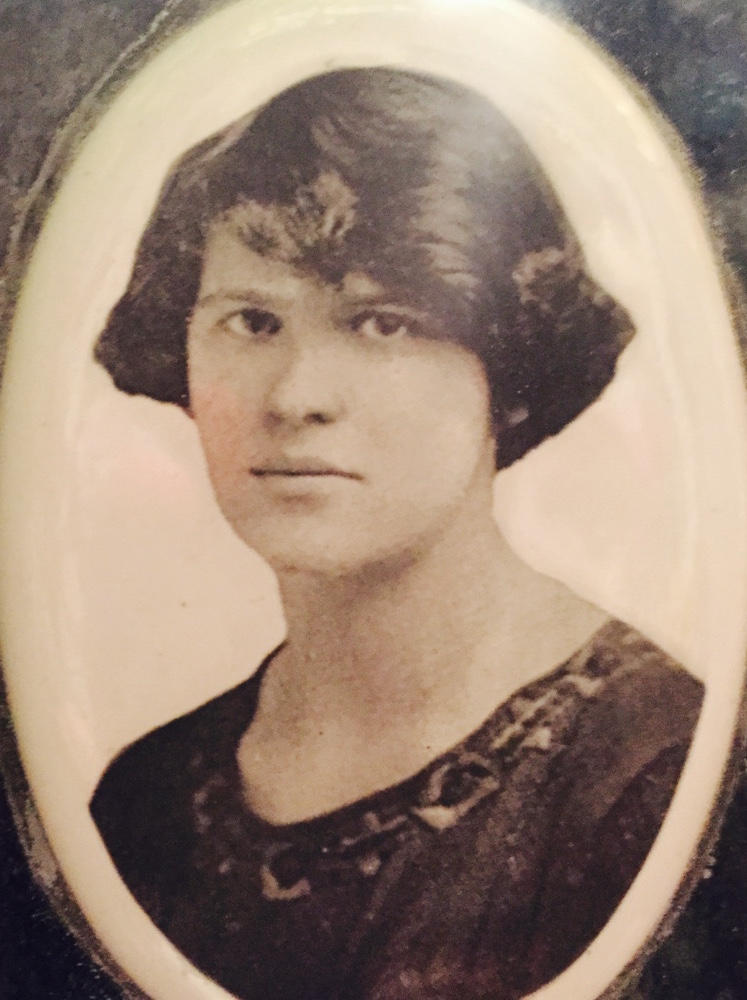
Rose Cohen, membre du CPGB et amie de Pollitt, exécutée lors de la Grande Purge

Pollitt exprime clairement dans ses déclarations publiques sa loyauté envers l'Union soviétique et envers son homologue secrétaire général du PCUS, Joseph Staline. Il est partisan des procès de Moscou, au cours desquels Staline assassine ou élimine ses opposants politiques et militaires. Dans le Daily Worker du 12 mars 1936, Pollitt déclare au journal que « les procès de Moscou représentent un nouveau triomphe dans l'histoire du progrès ».
En 1934, Pollitt et Tom Mann, alors trésorier du National Unemployed Workers' Movement (Mouvement national des chômeurs), ont été cités à comparaître devant un tribunal pour sédition à cause des discours qu'ils ont tous les deux prononcés à Trealaw et Ferndale. Pollitt et Mann ont tous deux été acquittés de toutes les accusations par les assises de la ville de Swansea.
Pollitt se rend de nouveau à Moscou en 1935. Là-bas, il est invité à intervenir pour une émission radio de la BBC, The Citizen and His Government, pour parler des différences entre le Royaume-Uni et l'URSS. Cependant, l'invitation est annulée après l'opposition du ministère des Affaires étrangères. L'émission ne sortira à la radio de la BBC que lors des élections de 1945.
Lorsque l'amie personnelle de Pollitt, Rose Cohen fut jugée à Moscou en 1937 pendant la Grande Purge de Staline, le CPGB s'oppose aux efforts du gouvernement britannique pour obtenir la libération de Cohen, décrivant l'arrestation comme une affaire intérieure de l'Union soviétique. Pollitt a tenté en privé d'intervenir en sa faveur, mais au moment où il l'a fait, elle a déjà été abattue. Pollitt s'est mis en danger en remettant ainsi en question l'arrestation de Cohen, puisque Béla Kun l'a identifié, sous la torture, comme un « trotskiste » et un « espion britannique ».
Contrairement à l'inquiétude de Pollitt pour Rose Cohen, lorsque Freda Utley, membre du CPGB, tente de convaincre Pollitt d'interférer auprès de Moscou en faveur de son mari russe, arrêté et puis, plus tard, mort dans un camp de travail en 1938, Pollitt refuse. Pollitt n'est pas non plus intervenu pour aider George Fles ni Arcadi Berdichevsky, ni un certain nombre d'autres communistes britanniques arrêtés par le NKVD et torturés, abattus ou emprisonnés dans les Goulags pendant la purge de Staline.

### Guerre civile espagnole

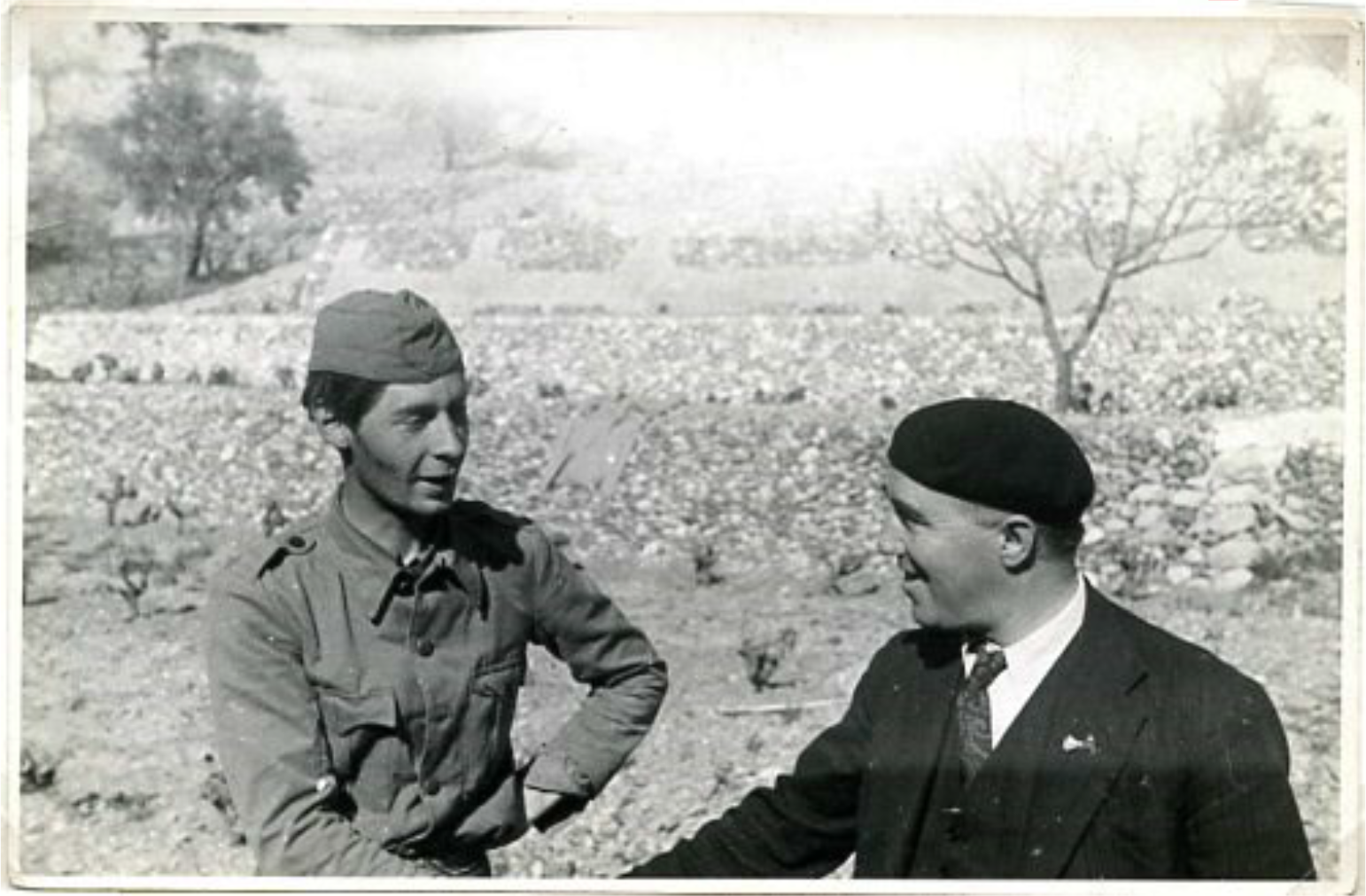
Pollitt (à droite) rencontre David Guest en Espagne

Pendant la guerre civile espagnole, Pollitt s'est rendu cinq fois dans le pays aux côtés des républicains, prononçant à chaque fois des discours devant le bataillon britannique des Brigades internationales. Pollitt joue également un rôle en approuvant ou en opposant son veto aux candidatures des volontaires britanniques souhaitant rejoindre les Brigades internationales. L'un de ces veto concerne George Orwell, que Pollitt considère comme politiquement peu fiable, Orwell partira de ses propres moyens en Espagne. Pollitt est également chargé d'écrire des lettres de condoléances aux familles des communistes britanniques tués en Espagne.
En août 1937, Pollitt intervient dans un conflit entre les dirigeants du bataillon britannique concernant en autres la tactique et la fiabilité des troupes républicaines espagnoles. Il rappelle au pays les cinq principaux membres du bataillon impliqués dans le conflit (Tapsell, Cunningham, Aitken, Copeman et Williams). Copeman et Tapsell, qui avaient critiqué les forces et les tactiques républicaines espagnoles, reçurent l'ordre de retourner en Espagne, tandis que Cunningham, Williams et Aitken reçurent l'ordre de ne plus retourner en Espagne.

### Surveillance par le MI5
En 1931, Olga Gray, une agent du MI5, infiltre le parti et devient pendant un temps la secrétaire personnelle de Pollitt. Lors de l'opération MASK (1934-1937), John Tiltman et ses collègues de la Government Code and Cypher School réussissent à déchiffrer le code et à décrypter les messages radio entre Moscou et certains des partis étrangers, comme le CPGB. Ils révèlent la surveillance étroite exercée par le Komintern sur le Parti communiste et sur Pollitt, ainsi que le soutien financier que le CPGB reçoit de Moscou. Entre autres choses, Pollitt a été chargé de réfuter des fuites dans la presse concernant une purge stalinienne. Dans ses transmissions à Moscou, Pollitt demande régulièrement un financement plus important de la part de l'Union soviétique. Une instruction codée de 1936 conseille à Pollitt de rendre public le sort d'Ernst Thälmann, dirigeant communiste allemand arrêté par les nazis et mort un plus tard dans le camp de concentration de Sachsenhausen. Pollitt répond qu'il « avait des difficultés » à convaincre des hommes d'État britanniques de faire des déclarations publiques de soutien pour Thälmann.
Les membres du CPGB, dont Harry Pollitt, font l'objet d'une surveillance accrue de la part des services de sécurité britanniques tout au long des années 1930, 1940 et 1950. Ils installent notamment un dispositif d'écoute dans leur bureau en 1942.

### Seconde Guerre mondiale

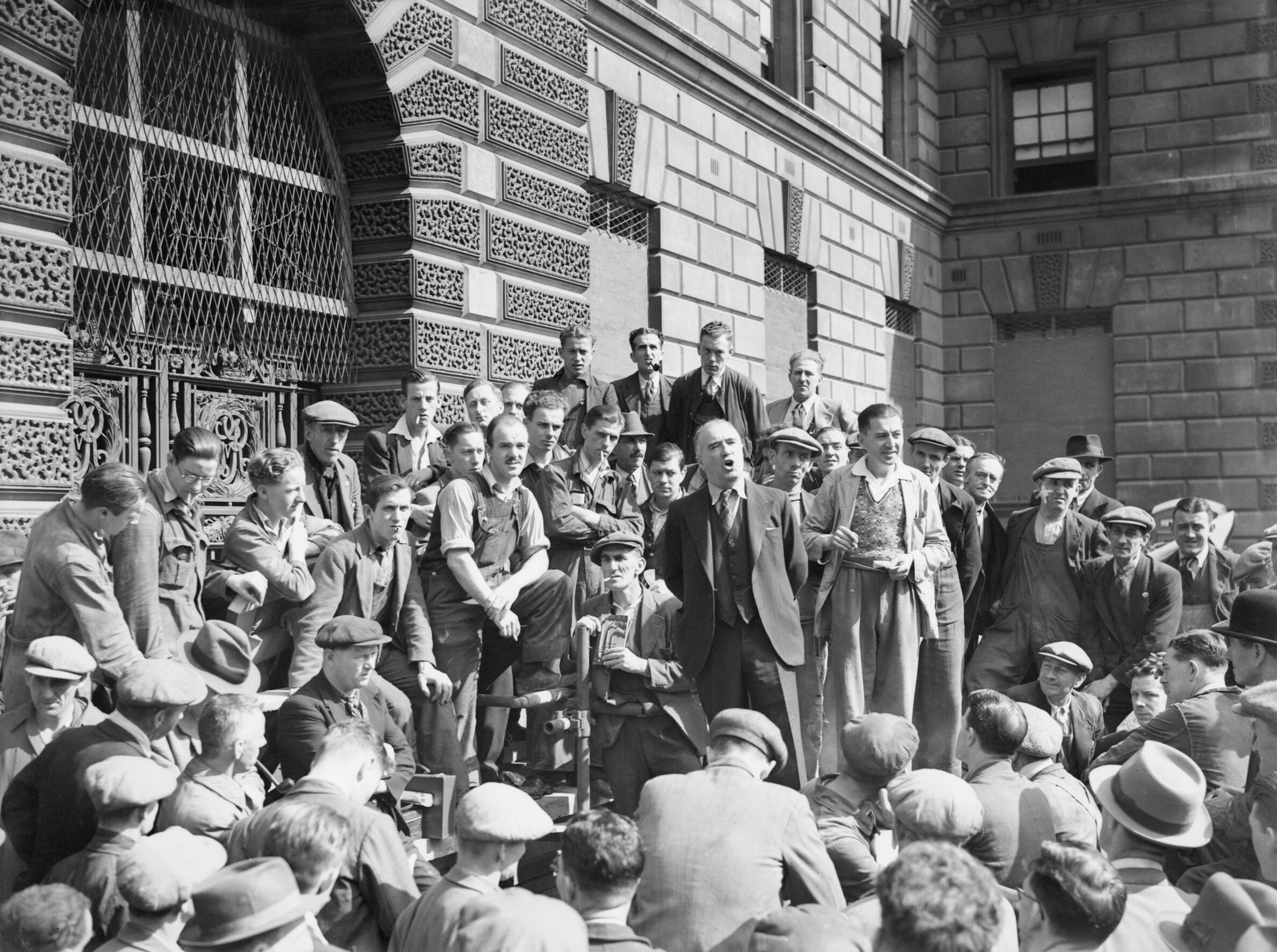
Harry Pollitt prononçant un discours devant les travailleurs de Whitehall, Londres, 1941

Lorsque la guerre éclate entre le Royaume-Uni et l'Allemagne nazie début du mois de septembre 1939, malgré le pacte Molotov-Ribbentrop, Pollitt accueille favorablement la déclaration de guerre britannique à l'Allemagne nazie, appelant à une « lutte sur deux fronts », impliquant la « défaite militaire d'Hitler et la défaite politique de Chamberlain » dans son pamphlet Comment gagner la guerre, qui est également ambivalent en ce qui concerne le réarmement. Cette position s'avérant contraire à la ligne du Komintern reçue de Moscou le 14 septembre, il fut contraint de démissionner. En novembre 1939, Pollitt désavoue sa position antérieure pro-guerre, déclarant qu'en soutenant la guerre, il avait « fait le jeu de l'ennemi de classe ».
Au cours de la période 1940-1941, sous les instructions de Moscou, le parti suit une politique de « défaitisme révolutionnaire ». Cette stratégie suppose que les objectifs du Parti communiste pourraient être accélérés en accélérant la défaite de la Grande-Bretagne dans la guerre contre l’Allemagne nazie. Pollitt a critiqué les politiques de guerre du gouvernement Chamberlain, les décrivant comme cherchant à exploiter la guerre contre le « fascisme hitlérien » pour « imposer certains aspects de ce même fascisme aux travailleurs ».

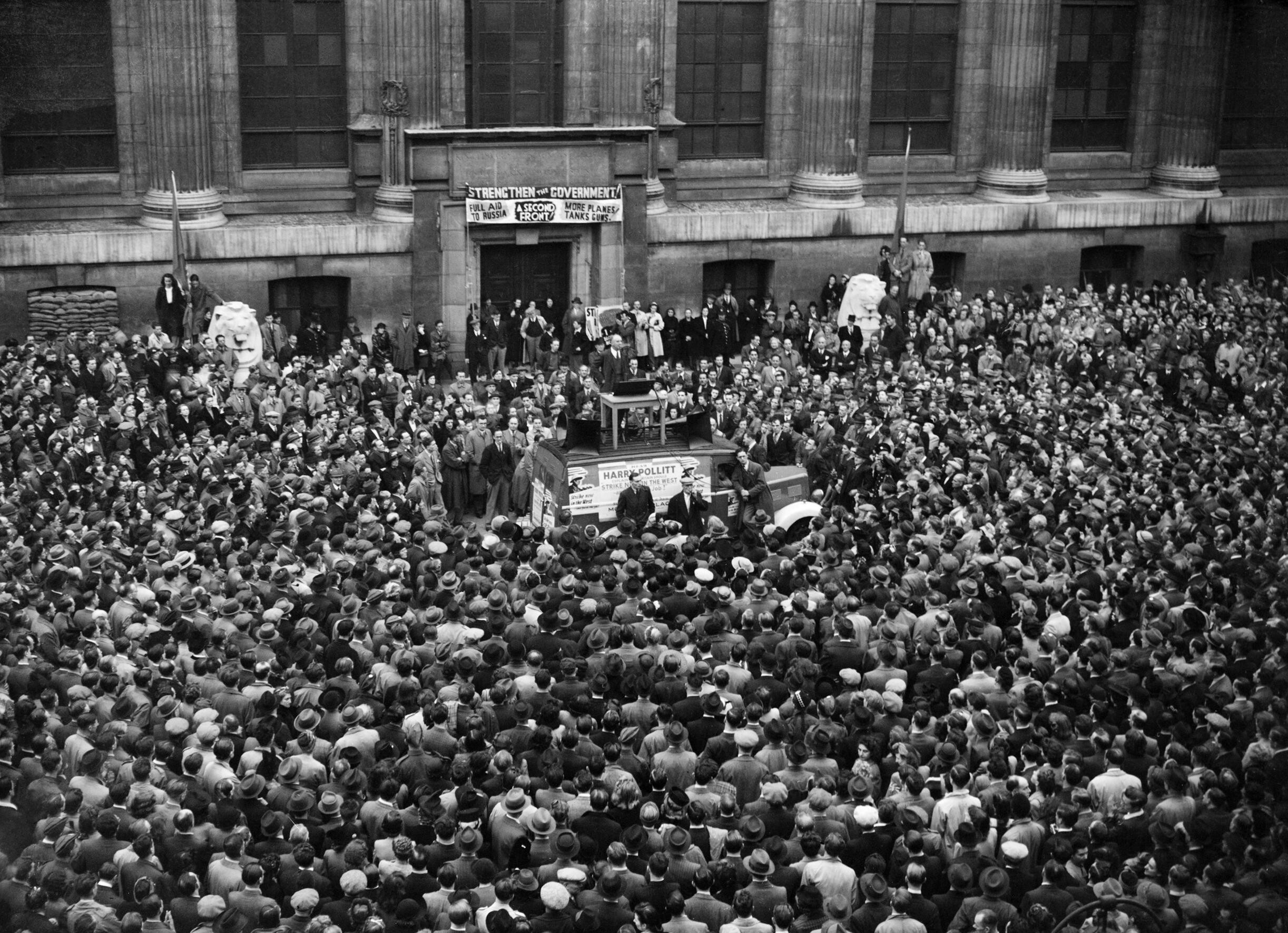
Harry Pollitt prononce un discours en faveur de l'aide à l'URSS, devant le British Museum, 1941

Sur instruction de Georgi Dimitrov à Moscou, Pollitt est maintenu dans un bureau politique de six membres après sa destitution. Il est rétabli à la tête du CPGB après l'invasion de l'Union soviétique par l'Allemagne en 1941, toujours sur instruction de Moscou. Moscou revient également la position de Rajani Palme Dutt, le successeur de Pollitt au poste de secrétaire général, qui critique le gouvernement Churchill et qualifie la guerre de lutte pour le socialisme, et se rallie à la position de Pollitt en offrant son plein soutien au gouvernement Churchill.
À la suite de l'opération Barbarossa, Harry Pollitt est devenu un fervent partisan de l'ouverture d'un deuxième front en Europe contre l'Allemagne nazie par les Alliés occidentaux. Pollitt a également incité Jawaharlal Nehru à modérer ses demandes d'indépendance pour l'Inde pendant la durée de la guerre. Lorsque des grèves sont proposées pendant la guerre, estimant qu'elles nuiraient à l'effort de guerre.
L'appartenance du CPGB au Komintern a longtemps constitué un obstacle à l'affiliation au Parti travailliste, Pollitt saisit l'occasion offerte par la dissolution du Komintern en mai 1943 pour demander à nouveau son affiliation au Parti travailliste. Cependant, cette proposition est rejetée par le comité central du parti travailliste, qui invoque la position antérieure du CPGB vis-à-vis de la guerre contre l'Allemagne nazie. Lors des élections générales de 1945, le CPGB de Politt poursuit une stratégie de « majorité progressiste » et cherche à coordonner sa stratégie électorale avec le Parti travailliste, bien que ce dernier ne lui rende pas la pareille. En conséquence, au lieu de présenter 50 candidats comme cela a été proposé, le CPGB ne présente des candidats que dans 21 circonscriptions, dont seulement deux sont élus.

### Après la Seconde Guerre mondiale et fin de vie
Pollitt défend le coup d'État communiste de 1948 en Tchécoslovaquie, le décrivant d'œuvre de « millions de gars [...] guidés par leurs délégués syndicaux » pour renverser le capitalisme. En 1948, Pollitt condamne le plan Marshall, qu'il qualifie de plan de guerre.
En 1951, le CPGB adopte The British Road To Socialism (La voie britannique vers le socialisme) comme programme de parti, en remplacement de For Soviet Britain (Pour une Grande-Bretagne soviétique). Ce programme, défendu par Pollitt, engage le CPGB à être indépendant de Moscou et à suivre une voie constitutionnelle ou parlementaire (par opposition à une voie révolutionnaire) pour accéder au pouvoir. En outre, il précise que le CPGB s'engage à prendre ses décisions par le biais de la démocratie interne du parti. Malgré ces engagements, le programme est personnellement dicté à Pollitt par Staline lors d'une série de réunions secrètes au Kremlin.
À la mort de Staline, Pollitt écrit qu'il a été « le plus grand homme de notre temps ». Il a ajouté que « jamais auparavant dans l'histoire de l'humanité, il n'y avait eu un chagrin aussi universel ». Pollitt est également un membre de la garde d'honneur lors des funérailles de Staline.
L'arrivée de Nikita Khrouchtchev pose des problèmes au CPGB. Le CPGB avait suivi la ligne de Moscou pour attaquer le gouvernement de Tito en Yougoslavie ; cependant, lorsque Khrouchtchev se rend à Belgrade en 1955, le CPGB est contraint de se rétracter. Pollitt est confronté à une autre crise lorsque Khrouchtchev, dans son discours secret de 1956, s'est attaqué à l'héritage de Staline. L'embarras de Pollitt est d'autant plus grand qu'il était présent au congrès du parti, mais qu'il a été exclu, comme les autres délégués étrangers, de la séance au cours de laquelle il avait été prononcé.

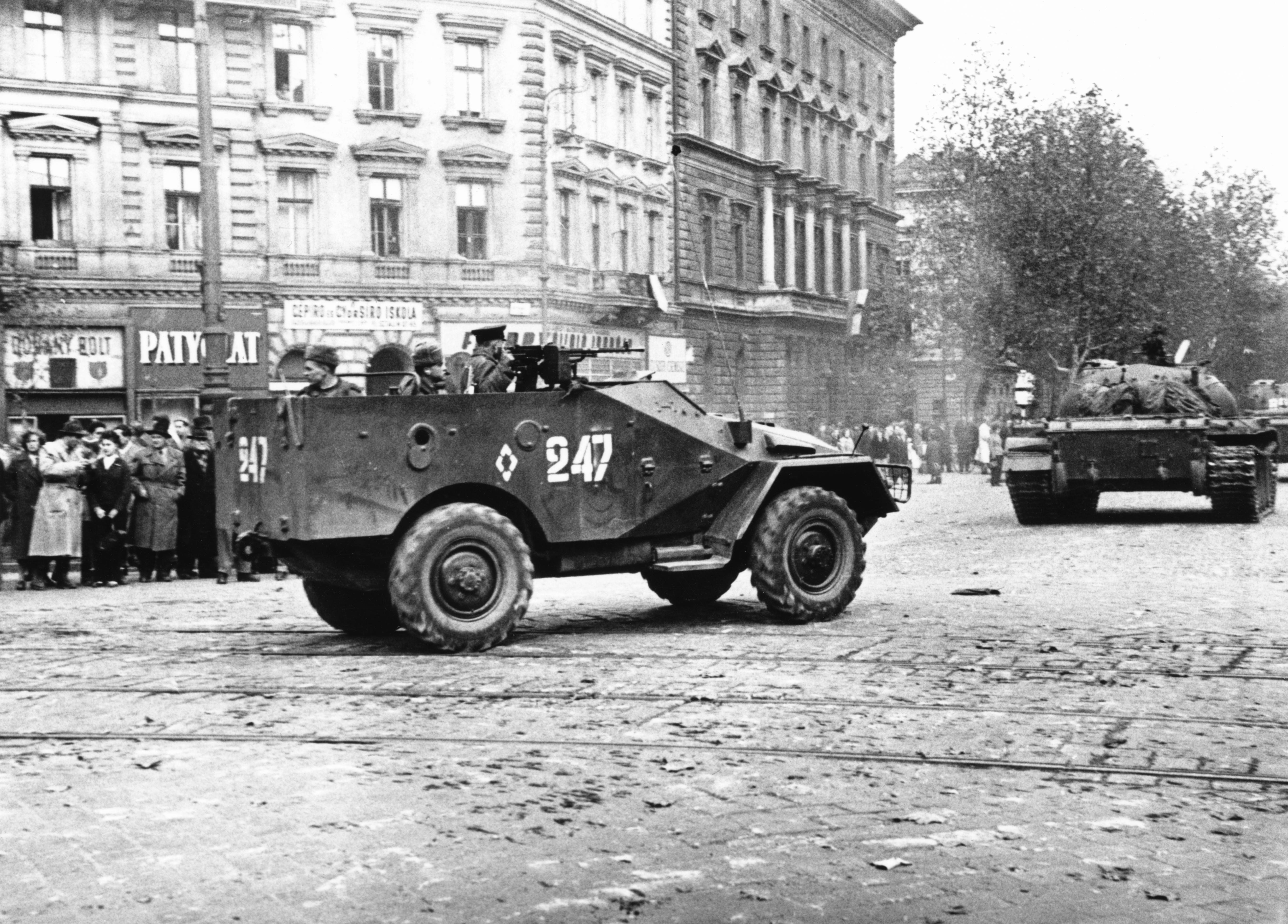
Troupes soviétiques dans Budapest, novembre 1956

Pollitt, dont l'état de santé s'est dégradé au cours de ses dernières années, démissionne de son poste de secrétaire général en mai 1956, John Gollan lui succède.
Lorsque la dénonciation de Staline par Khrouchtchev fut officiellement rendue publique le mois suivant, Pollitt déclara qu'il était « trop vieux pour faire marche arrière et dénigrer un homme qu'il admire plus que tout autre depuis plus d'un quart de siècle ». Pollitt a également refusé de retirer un portrait de Staline accroché dans son salon, affirmant qu'« il y restera aussi longtemps que je serai en vie » ,.
La répression soviétique de la révolution hongroise de novembre 1956 aggrave la crise au sein du CPGB, d'autant plus que le parti a adopté la position selon laquelle les pays du bloc de l'Est, la Hongrie incluse, étaient libres de faire ce qu'ils voulaient à l'intérieur de leur propre pays. Pollitt soutient l'invasion soviétique de la Hongrie, déclarant qu'elle a « sauvé la Hongrie du fascisme ».
La plupart des personnalités intellectuelles du parti, dont Doris Lessing et Edward Palmer Thompson, ainsi que de nombreux membres ont décidé de quitter le parti à la suite de cette nouvelle crise. D'autres, comme Eric Hobsbawm, ont choisi de rester au sein du parti pour tenter de le réformer.

## Résultats électoraux
Pollitt s'est présenté à un certain nombre d'élections parlementaires, mais n'en a remporté aucune. Sa première campagne électorale se déroule dans la circonscription de Seaham en 1929, où il a obtenu 1 431 voix (2,9 % du total des voix). Il se présente ensuite dans la circonscription de Whitechapel et St. George en 1930 (en), où il a obtenu 2 106 voix (9,6 %). Il se présente à nouveau dans la même circonscription en 1931 et obtient 2 658 voix (11,2 %). En 1933 (en), il conteste la circonscription de Clay Cross, dans le Derbyshire, et obtient 3 434 voix (10,6 %). Lors de l'élection partielle de 1940 (en) dans la circonscription de Silvertown de West Ham, il n'a obtenu que 966 voix (6,2 %) contre 14 343 pour le candidat travailliste.
Il se présente trois fois comme candidat du CPGB dans la circonscription de Rhondda East (en), dans le sud du pays de Galles. En 1935, il perd face au candidat travailliste, William Mainwaring, 61,8 % contre 38,2 %, avec un écart de 8 433 voix. Lors des élections générales de 1945, il s'est retrouvé à un millier de voix de remporter le siège contre Mainwaring, avec 15 761 voix (45,5 %) contre 16 733 voix pour le candidat travailliste (48,4 %). En 1950, il subit une lourde défaite, n'obtenant que 4 463 voix (12,7 %) contre 26 645 voix pour Mainwaring (75,9 %),.

## Mort et héritage

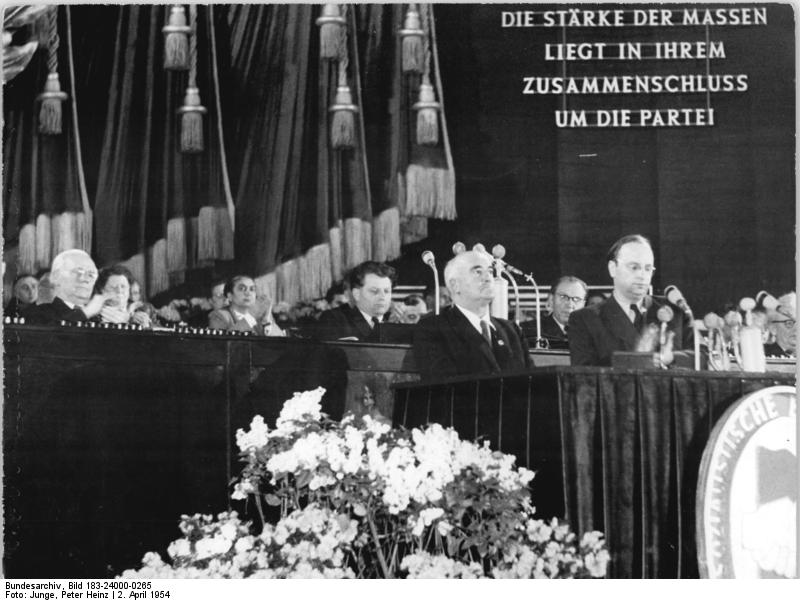
Harry Pollitt participant à la 4e conférence du parti communiste est-allemand, 1954

Après des années de dégradation de son état de santé, Pollitt meurt à 69 ans d'une hémorragie cérébrale alors qu'il revient d'une tournée de conférences en Australie à bord du SS Orion, le 27 juin 1960. Le paquebot quitte Adélaïde en route vers Fremantle lorsque, à 2 h, Pollitt est victime d'un accident vasculaire cérébral,.

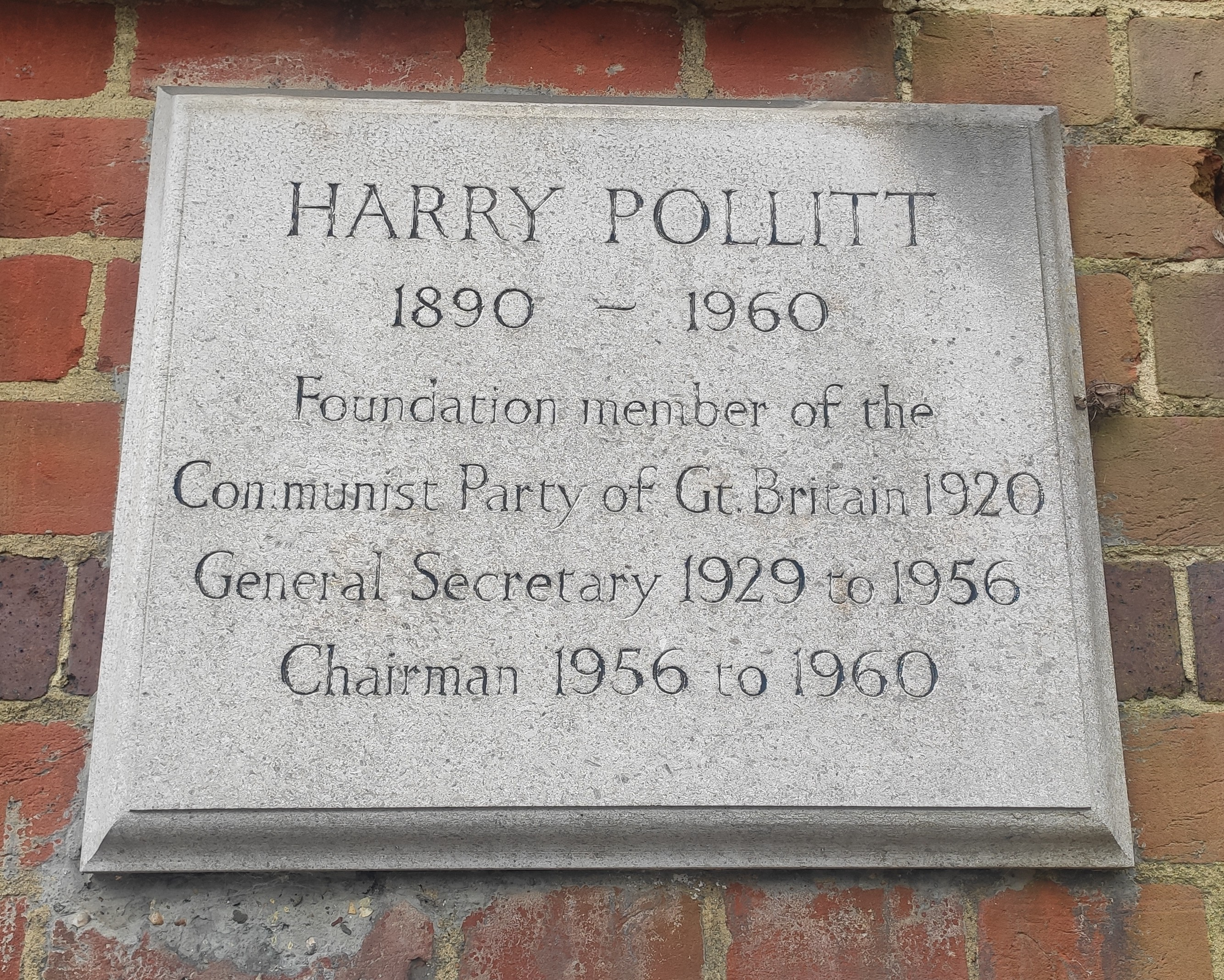
Plaque dédiée à Pollitt au crématorium Golders Green

En 1971, un navire marchand, construit en Allemagne de l'Est et exploité par les Soviétiques, porte le nom de Pollitt. Une plaque dédiée à la mémoire de Pollitt est inaugurée par le maire de Tameside le 22 mars 1995 devant la bibliothèque Droylsden.
Il est également évoqué dans la chanson "The Ballad of Harry Pollitt", écrite de son vivant, décrit son assassinat inventé. La chanson est vivement critiquée dans l'édition d'avril 1972 de Marxism Today, le journal officiel du CPGB, comme étant « écœurante » et « pleine des insultes les plus ignobles contre la mémoire d'Harry Pollitt ».